# جديسلاف نواك (منافس ألعاب قوى)
جديسلاف نواك (بالبولندية: Zdzisław Nowak)‏ هو منافس ألعاب قوى بولندي، ولد في 10 يناير 1906 في تارنوف في بولندا، وتوفي في 26 يونيو 1996.

## وصلات خارجية
- جديسلاف نواك على موقع أوليمبيديا (الإنجليزية)
- جديسلاف نواك على موقع اللجنة الأولمبية البولندية (مؤرشف) (البولندية)